# Prednison
Prednison is een synthetisch medicijn, dat doorgaans oraal wordt ingenomen en effect heeft in tal van situaties. Het is een synthetisch, maar sterker werkend analogon van het natuurlijke bijnierschorshormoon (corticosteroïde) hydrocortison.
Prednison is vooral effectief bij het onderdrukken van het immuunsysteem. Het wordt voorgeschreven bij allerhande auto-immuunziekten zoals astma, multiple sclerose, de ziekte van Crohn en colitis ulcerosa alsmede bij het voorkomen van afstoting na orgaantransplantaties. Ook wordt het gebruikt bij een aantal allergische aandoeningen, reuma en nog een aantal andere ziektebeelden. Vanwege de invloed van prednison op de serotonerge neurotransmissie wordt dit middel ook voorgeschreven bij mensen die lijden aan clusterhoofdpijn. Prednison is een prodrug, die in de lever wordt omgezet in de actieve vorm prednisolon. Tegenwoordig wordt daarom meestal dit laatste middel voorgeschreven.
Als prednison (of prednisolon) gedurende een langere periode (2 tot 4 weken) wordt gebruikt, ontstaat afhankelijkheid omdat het lichaam zelf minder corticosteroïden maakt. Men noemt dit een systemische kuur. Indien prednison gedurende een korte periode gegeven wordt noemt men dit een stootkuur. Bij een systemische kuur mag het gebruik van prednison niet zomaar gestopt worden, maar moet volgens een zorgvuldig schema worden afgebouwd, waarbij de toegediende doses steeds kleiner worden en/of met grotere tussenpozen worden toegediend.
Het komt voor dat de bijnierschors niet meer op gang komt, in dat geval is er sprake van tertiaire bijnierschorsinsufficiëntie.
Prednison werd gepatenteerd in 1954 en goedgekeurd voor medisch gebruik in 1955. Het staat op de lijst van essentiële geneesmiddelen van de Wereldgezondheidsorganisatie. Het is beschikbaar als een generiek medicijn.

## Dosering
Bij systemische kuren wordt over het algemeen 0,5-1mg/kg als startdosis aangehouden. Afhankelijk van het beloop wordt de dosering aangepast. Systemische kuren kunnen niet zomaar gestaakt worden, maar er dient volgens een schema te worden afgebouwd.
Bij stootkuren wordt de dosering afgestemd op de aandoening. Soms wordt wel 3 tot 5 dagen 1000mg/dag via een infuus gegeven. Ook veel lichtere doseringen van 30 mg/dag worden gegeven. Stootkuren kunnen abrupt worden gestaakt.

Volgens de huisartsenstandaard wordt bij de behandeling van astma gedurende een periode van een tot twee weken een stootkuur van 15 tot 30 mg per dag gegeven aan volwassenen. 

Soms is het noodzakelijk om een onderhoudsdosering van enkele mg per dag te blijven geven. Belangrijk is dat deze onderhoudsdosering aan het begin van de dag ingenomen wordt, om zoveel mogelijk het ritme van de afgifte van de lichaamseigen corticosteroïden te ondersteunen.

## Bijwerkingen
Prednison is een werkzaam middel bij een aantal ziektebeelden, vooral COPD en polymyalgia rheumatica maar heeft ook veel, en soms ernstige potentiële bijwerkingen. Hoge doseringen kunnen soms tot euforie of psychische decompensatie leiden. De glucoseregulering wordt door het middel verslechterd. Het kan ook depressie of depressieve symptomen en angst veroorzaken bij sommige individuen. Bij langdurig gebruik kunnen botontkalking, spieratrofie en atrofie van de huid ontstaan. Bij gebruik van prednison is er een grotere kans op maagzweren en maagbloedingen. Sommige bijwerkingen kunnen tot de dood leiden, zo kan spieratrofie leiden tot hartproblemen, aangezien het hart ook een spier is.
De bijwerkingen bij kinderen kunnen zijn: groeivertraging, hongeraanvallen, slappe spieren en een sterk wisselend humeur.